# Thomas J. Scheff
Thomas J. Scheff, född 1929, är en amerikansk sociolog, socialpsykolog och professor emeritus vid University of California, Santa Barbara. Scheff har varit verksam i utvecklingen av emotionssociologin, framförallt har han bidragit med en teori om emotioners roll i social interaktion. Med mikrosociologiska undersökningar har han påvisat hur sociala emotioner som skam och stolthet har tagit sig uttryck och upplevs i sociala situationer, som vid våld, konflikter och psykisk sjukdom. Scheff har också, utifrån ett emotionssociologiskt perspektiv, intresserat sig för förhållandet mellan mikro- och makronivåer och vilken roll emotioner, framförallt på mikronivå, spelar för roll i detta förhållande.
Scheff är hedersdoktor vid Karlstads universitet.